# Дайна (хор)
Дайна (лит. Daina, т. е. «песня») — литовский хор, который оказывал содействие возрождению и распространению литовских народных традиций и песен. Во время литовского национального возрождения было создано несколько организаций, целью которых было способствовать развитию литовских народных традиций. Наиболее известной из них был хор Дайна, созданный композитором Юозасом Науялисом в 1899 году в городе Каунас. Дайна была зарегистрирована российским правительством в 1905 году как церковный хор. Кроме основного художественного коллектива — хора, при обществе были созданы струнный квартет и мандолинный оркестр. Певцы из «Дайны» гастролировали по Литве, давали концерты и общались с единомышленниками-литовцами. Выступление «Дайны» в США с несколькими националистическими песнями было большим культурным событием, которое дало импульс развитию национального движения. Скрипач Миколас Лескевичюс был членом «Дайны» в течение того времени. После запрета со стороны немецких властей в 1915 году, «Дайна» прекратила все виды деятельности. Только через год Науялис и Стасис Шимкус вдохнули новую жизнь в организацию. В то время выступали оперные певцы Антанас Содейка и Кипрас Петраускас.
В межвоенные годы «Дайной» руководили Стасис Шимкус, Александрас Качанаускас, Юлюс Штарка.
«Дайна» существовала вплоть до 1940 года.